# Panhard & Levassor Type X37
Der Panhard & Levassor Type X37 ist ein Pkw- und Nutzfahrzeugmodell der 1920er Jahre. Hersteller war Panhard & Levassor in Frankreich.

## Beschreibung
Die Fahrzeuge haben einen ventillosen Schiebermotor nach einer Lizenz von Charles Yale Knight. Im Motorcode „SK4C“ steht das „K“ für Knight und die „4“ für die Anzahl der Zylinder.
Der Vierzylinder-Reihenmotor hat 60 mm Bohrung, 105 mm Hub und 1188 cm³ Hubraum. Er wurde auch 10 CV genannt. Die Leistung des Frontmotors wird über eine Kardanwelle an die Hinterachse übertragen. Der Motor leistet 20 PS.
Der Radstand beträgt 272 cm.
Bekannt sind die Karosseriebauformen Torpedo, Limousine, Coupé, Cabriolet und Landaulet.
Im Oktober 1921 wurde ein Prototyp präsentiert. Die Serienproduktion der Pkw lief von Juni 1922 bis 1924. In den einzelnen Kalenderjahren wurden 578, 689 und 124 Fahrzeuge hergestellt. Zusammen sind das 1391 Fahrzeuge, von denen 294 exportiert wurden.
2020 wurde eine erhaltene Limousine für 22.320 Euro versteigert.

## Nutzfahrzeuge
Außerdem gab es von 1922 bis 1924 Nutzfahrzeugvarianten. Sie erhielten die Zusätze „camionnette 450 kg“, „450 kg camionnette normande“ und „450 kg fourgon de livraison“. Hiervon wurden zwölf Fahrzeuge verkauft, keines exportiert.
Der Vorgänger Type X32 hatte einen Motor gleicher Größe.